# KkStB 123
A TKPE 1–4, 16, 17 egy gyorsvonati szerkocsisgőzmozdony-sorozat volt a Turnau-Kralup-Prager Eisenbahn-nál (TKPE).
Az sorozat első négy mozdonyát 1865-ben a Bécsújhelyi Mozdonygyár, további kettőt pedig a Mödlingi Mozdonygyár szállította 1874-ben.
Hat azonos építésű mozdony készült a Sigl bécsi gyárában 1867–1868-ban a Böhmische Nordbahn-nak (BNB), amely az I. sorozatában az1-6 pályaszámokat kapott.
1883-ban a BNB átszámozta a TKPE eredetű mozdonyokat, és mivel azonos építésűek voltak a BNB I sorozattal a BNB II sorozat 7-12 pályaszámait kapták.
Amikor 1908-ban államosították a BNB-t, a mozdonyokat az osztrák cs. kir. Államvasutak (k.k. österreichischen Staatsbahnen, kkStB) átszámozta. A TKPE eredetű mozdonyok közül már csak egy volt üzemben, az a 123.09, az öt még meglévő BNB eredetű mozdony pedig a 123.01-05 pályaszámot kapta.
Az első világháború után két mozdony a Csehszlovák Államvasutakhoz került. A 123.05-öt 1918-ban selejtezték anélkül, hogy beszámozták volna, a 123.02 pedig  ČSD 232.301 pályaszámot kapott és 1924-ben selejtezték.

## Fordítás
Ez a szócikk részben vagy egészben  a   TKPE 1–4, 16, 17 című német Wikipédia-szócikk fordításán alapul.  Az eredeti cikk szerkesztőit annak laptörténete sorolja fel. Ez a jelzés csupán a megfogalmazás eredetét és a szerzői jogokat jelzi, nem szolgál a cikkben szereplő információk forrásmegjelöléseként.